# Riu Aire
El riu Aire és un riu de Yorkshire, Anglaterra, amb una longitud de 148 quilòmetres. Neix a Malham Tarn, a 230 msnm.
El Handbook for Leeds and Airedale (1890) assenyala que la distància de Malham a Howden és de 93 km en línia recta, però els meandres del riu s'estenen fins a 140 km. Una part del riu per sota de Leeds està canalitzada i es coneix com la "Navegació de l'Aire i el Calder" (Aire and Calder Navigation).